# Heartbeat (Justs-dal)
A Heartbeat (magyarul: Szívverés) a lett Justs dala, mellyel Lettországot képviselte a 2016-os Eurovíziós Dalfesztiválon, Stockholmban. A dal a Latvijas Televīzija által szervezett nemzeti döntőben nyerte el az eurovíziós indulás jogát 2016. február 28-án.

## Eurovíziós Dalfesztivál
A dalt az Eurovíziós Dalfesztiválon először a május 12-i második elődöntőben adta elő, fellépési sorrendben elsőként a Lengyelországot képviselő Michał Szpak Color of Your Life című dala előtt. Az elődöntőből a nyolcadik helyen jutott tovább a május 14-i döntőbe, ahol fellépési sorrendben huszadikként lépett fel a Spanyolországot képviselő Barei Say Yay! című dala után, és az Ukrajnát képviselő Jamala 1944 című dala előtt. A pontozás során a zsűri szavazáson összesítésben a tizenötödik helyen végzett 69 ponttal, míg a nézői szavazáson a tizenharmadik helyen végzett 63 ponttal (Litvániától maximális pontszámot kapott), így összesítésben 132 ponttal a verseny tizenötödik helyezettje lett.
A következő lett induló a Triana Park Line című dala volt a 2017-es Eurovíziós Dalfesztiválon.